# Assiette

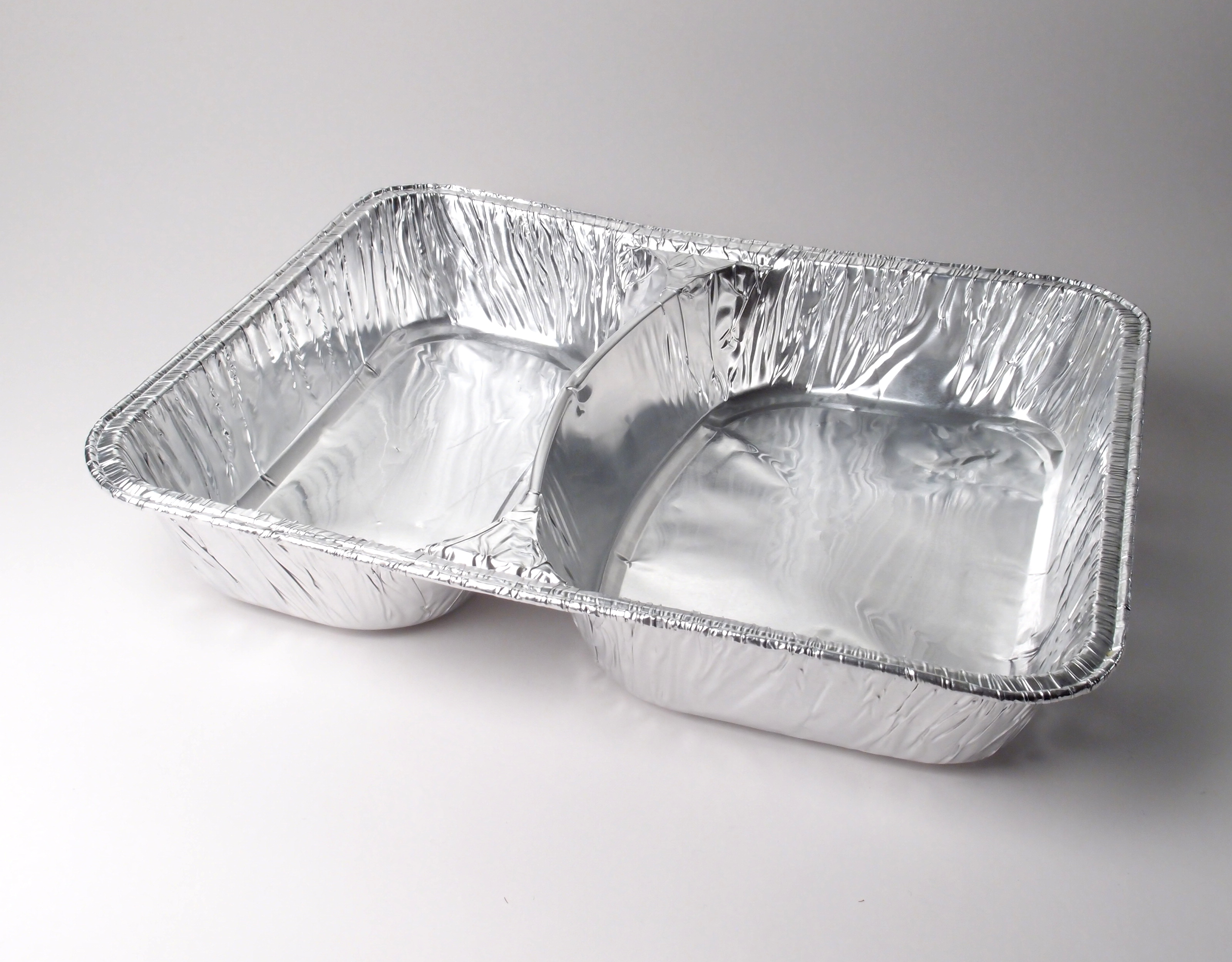
Unterteilte Assiette aus Aluminiumfolie

Eine Assiette (IPA: [aˈsi̯ɛtə], anhörenⓘ; zu französisch assiette, Teller) ist eine flache Verpackung in Form einer Folienschale mit Deckel für warme oder kalte Speisen zum Mitnehmen. 

## Eigenschaften und Varianten
Assietten bestehen meist aus in Form gezogener Aluminium-Folie oder aus Polystyrol. Die Größen sind standardisiert, es gibt jedoch Assietten ohne Unterteilungen und unterteilte Varianten für verschiedene Bestandteile einer Mahlzeit. So werden einfachere Reis- oder Nudelgerichte (zum Beispiel Lasagne) in einer nicht unterteilten, rechteckigen Assiette verpackt. Aus mehreren Komponenten bestehende Gerichte werden auf mehrere Fächer verteilt, etwa je ein separates Fach für Reis oder Nudeln, für Gemüsebeilagen, sowie für Fleisch oder Tofu. Verwendet werden Assietten vor allem von asiatischen Imbissbuden, aber auch von Catering-Unternehmen für die Lieferung von Gerichten. Es gibt „Luxus-Varianten“ der Assiette, etwa in goldfarbener Metallausführung und/oder mit einem Deckel aus Klarsichtfolie. Auch werden verpackte Lebensmittel wie etwa rohes oder vorgegartes Fleisch, Gebäck und Ähnliches im Einzelhandel mitunter in Assietten angeboten.

## Geschichte der Bezeichnung
Die Bezeichnung Assiette wird gelegentlich auch für derart verpackte Mahlzeiten selbst verwendet. Historisch ist der Gebrauch für „solche kleine Zwischengerichte, deren Menge den Inhalt eines Tellers nicht überschreitet. Man spricht auch von einem Assiette-Compot, Confect oder Früchte. Assiettes volantes nennt man solche Gerichte, welche, wenn sie aus dem Ofen kommen, sofort verzehrt werden müssen, damit sie nicht ihren Wohlgeschmack und ihr gutes Aussehen verlieren, wie z. B. Soufflés.“

## In der Literatur
Die Bezeichnung Assiette ist vor allem im Gebiet der ehemaligen DDR verbreitet und in Westdeutschland wenig geläufig. Als typisches DDR-Wort hat die Assiette Eingang in Texte gefunden, die sich literarisch mit dem Alltag in der DDR auseinandersetzen, so heißt es z. B. im Roman Sturz der Tage in die Nacht der 1974 in der DDR geborenen Autorin Antje Rávik Strubel: „mit den Bildern kamen die Worte, altes vergessenes Vokabular, das das Fieber aufspürte, die Klammeraffen und Filzstifte, die in der Assiette gebackenen Kuchen, die Pfeffis, die sie gelutscht, die Plempe, die sie getrunken, die Lippenpomade und die Frommse, die sie unter der Matratze versteckt hatten, die blau-weißen Essengeldturnschuhe, der Muckefuck, die Nickis, die Klettis, die Abende, an denen sie mit den anderen übelst einen drauf gemacht, die Morgen, an denen sie blau gefeiert hatte, ohne für einen Moment zu vergessen, dass sie nicht in einem Lehrlingswohnheim, sondern an einer erweiterten Oberschule mit Abitur hätte sein sollen.“